# Belper Mürggel
 (août 2018).
Si vous disposez d'ouvrages ou d'articles de référence ou si vous connaissez des sites web de qualité traitant du thème abordé ici, merci de compléter l'article en donnant les références utiles à sa vérifiabilité et en les liant à la section « Notes et références ».

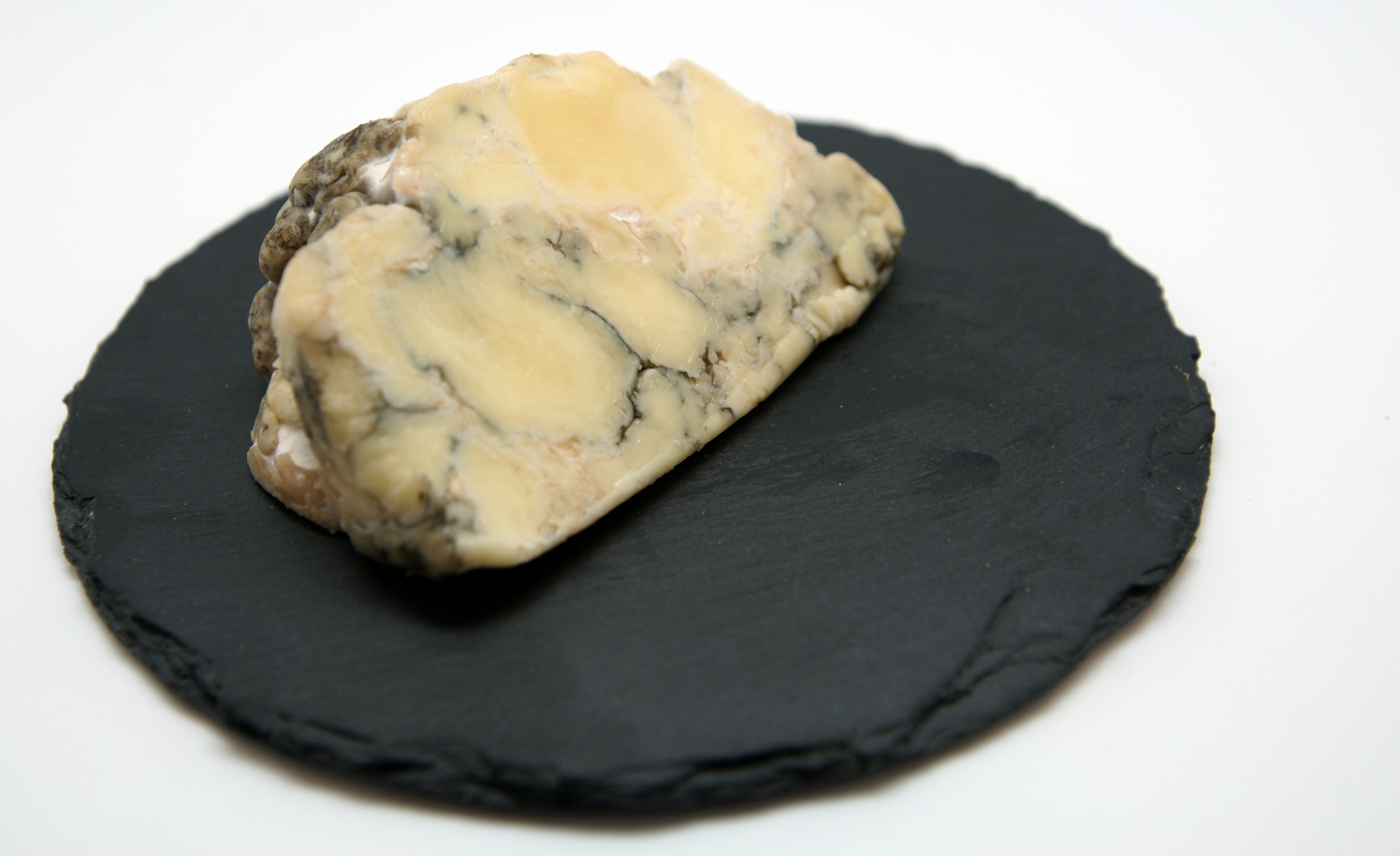
Belper Mürggel jeune.

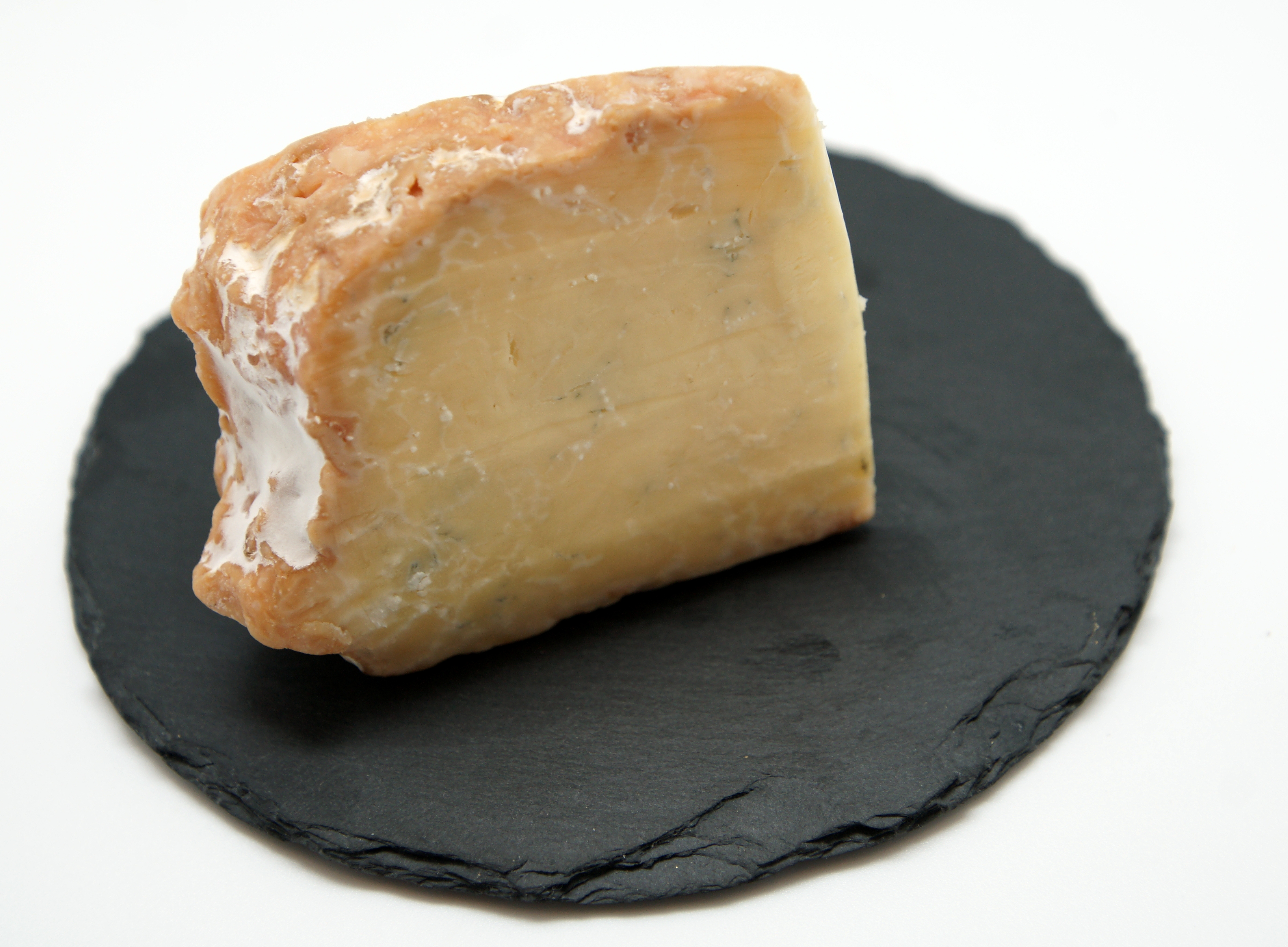
Belper Mürrgel mûr.

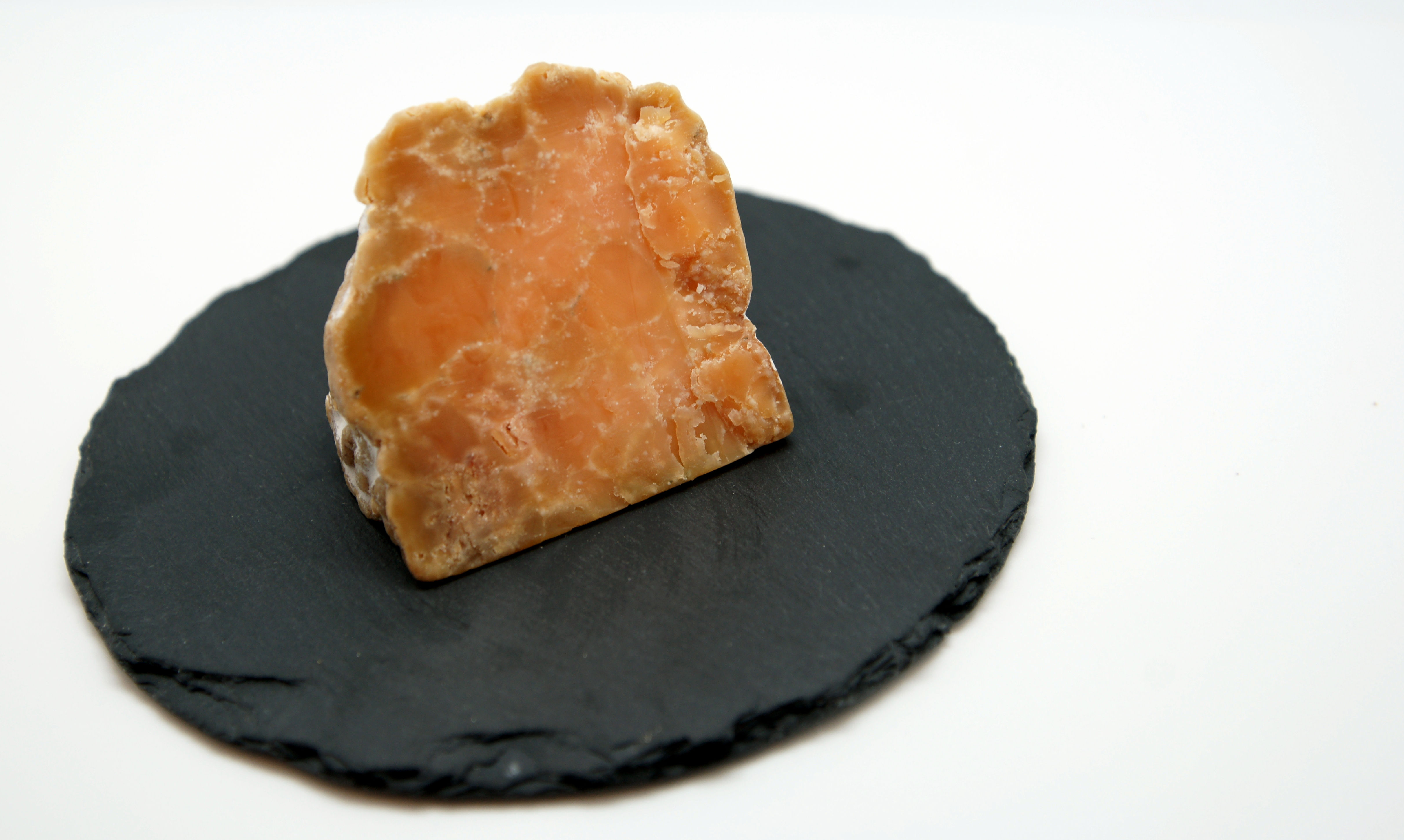
Belper Mürrgel vieux.

Le Belper Mürggel est un fromage suisse originaire de la ville de Belp, dans le Canton de Berne. Il s'agit d'un fromage à base de lait de vache à deux moisissures antagonistes,,,.